# Minsk Open
Die Minsk Open waren ein Billardturnier in der belarussischen Hauptstadt Minsk, das von 2012 bis 2014 jährlich ausgetragen wurde. Gespielt wurde im ersten Jahr die Disziplin Kombinierte Pyramide und bei den folgenden Ausgaben Freie Pyramide. Austragungsort war zunächst der BK Scharownja, danach das Billardcenter Klassik 1 und schließlich die Tschyschouka-Arena. Während das Damenturnier von 2012 bis 2014 ausgetragen wurde, wurde der Herrenwettbewerb nach der ersten Austragung durch einen U20-Juniorenwettbewerb ersetzt.
Kein Spieler gewann das Turnier mehr als einmal, am erfolgreichsten war der Belarusse Jauhen Saltouski mit einem Sieg und einem zweiten Platz im Juniorenturnier. Bei den Damen gewannen Diana Mironowa, Alena Bunas und Kazjaryna Perepetschajewa jeweils einmal.

## Damenturnier
| Jahr | Siegerin                  | Ergebnis | Finalistin            | Halbfinalistinnen 1     |
| ---- | ------------------------- | -------- | --------------------- | ----------------------- |
| 2012 | Diana Mironowa            | 4:1      | Walerija Wassyljewa   | Wolha Dabryjan          |
| 2012 | Diana Mironowa            | 4:1      | Walerija Wassyljewa   | Nadeschda Konobejewa    |
| 2013 | Alena Bunas               | 4:1      | Oksana Krasko         | Sarjana Prytuljuk       |
| 2013 | Alena Bunas               | 4:1      | Oksana Krasko         | Walerija Wassyljewa     |
| 2014 | Kazjaryna Perepetschajewa | 4:2      | Polina Jaroschewitsch | Aljaksandra Hisels      |
| 2014 | Kazjaryna Perepetschajewa | 4:2      | Polina Jaroschewitsch | Anastassija Kowaltschuk |

## Herrenturnier
| Jahr | Sieger       | Ergebnis | Finalist            | Halbfinalisten 2 |
| ---- | ------------ | -------- | ------------------- | ---------------- |
| 2012 | Iwan Pawenko | 4:2      | Serghei Krîjanovski | Sergei Bagirow   |
| 2012 | Iwan Pawenko | 4:2      | Serghei Krîjanovski | Wagif Bagirow    |

## Juniorenturnier
| Jahr | Sieger           | Ergebnis | Finalist             | Halbfinalisten 3   |
| ---- | ---------------- | -------- | -------------------- | ------------------ |
| 2013 | Dsjanis Kolassau | 6:4      | Jauhen Saltouski     | Wassil Anufryjeu   |
| 2013 | Dsjanis Kolassau | 6:4      | Jauhen Saltouski     | Jauhen Pawskuju    |
| 2014 | Jauhen Saltouski | 6:4      | Wladyslaw Derewjanko | Dsjanis Kolassau   |
| 2014 | Jauhen Saltouski | 6:4      | Wladyslaw Derewjanko | Waleryj Tschyschou |